# Thyge Petersen
Thyge Alexander Petersen est un boxeur danois né le 28 mai 1902 à Horsens et mort le 1er janvier 1964 à Odense.

## Carrière
Il remporte la médaille d'argent dans la catégorie poids mi-lourds aux Jeux olympiques de Paris en 1924 puis devient champion d'Europe de boxe amateur à Stockholm en 1925 ainsi qu'à Budapest en 1930.

## Palmarès

### Jeux olympiques
- Jeux olympiques d'été de 1924 à Paris[1] (poids mi-lourds)